# Diocese de Tricarico
A Diocese de Tricarico (Dioecesis Tricaricensis) é uma circunscrição eclesiástica da Igreja Católica na Itália, pertencente à Província Eclesiástica da Basilicata e à Conferenza Episcopale Italiana, sendo sufragânea da Arquidiocese de Potenza-Muro Lucano-Marsico Nuovo.

## Território
A Diocese fica na Basilicata, Sul da Itália.
Atualmente è governada pelo bispo Vicente Carmine Orofìno.
O Territorio inclui a cidade de Tricarico e outras 19 comunas da Provìncia de Matera e Provìncia de Potenza, e è dividido em 32 paróquias.
Em 2005 contava 44.000 batizados numa população de 45.000 hebitantes.

## Bispos do seculo XX
|                 | Nome                         | Período   | Notas                                                  |        |
| Bispos          | Bispos                       | Bispos    | Bispos                                                 | Bispos |
| --------------- | ---------------------------- | --------- | ------------------------------------------------------ | ------ |
|                 | Benoni Ambăruș               | 2025-     | Atual                                                  |        |
|                 | Antonio Giuseppe Caiazzo     | 2023-2025 | Nomeado Arcebispo de Cesena-Sarsina                    |        |
|                 | Giovanni Intini              | 2016-2022 | Nomeado Arcebispo de Brindisi-Ostuni                   |        |
|                 | Vicente Carmine Orofino      | 2004-2016 | Nomeado Bispo de Tursi-Lagonegro                       |        |
|                 | Salvador Ligorio             | 1997-2004 | Nomeado Arcebispo de Matera-Irsina                     |        |
|                 | Francisco Zerrillo           | 1985-1997 | Nomeado Bispo de Lucera-Troia                          |        |
|                 | Carmelo Cassati, M.S.C.      | 1979-1985 | Nomeado Bispo de San Severo                            |        |
|                 | José Vairo                   | 1976-1977 | Nomeado Arcebispo de Potenza-Muro Lucano-Marsico Nuovo |        |
|                 | Bruno Pelaia                 | 1961-1974 |                                                        |        |
|                 | Raffael delle Nocche         | 1922-1960 |                                                        |        |
|                 | João Fiorentini              | 1909-1919 | Nomeado Bispo de Catanzaro                             |        |
|                 | Anselmo Felipe Pecci, O.S.B. | 1903-1907 | Nomeado Arcebispo de Acerenza                          |        |
|                 | Angelo Michele Onorati       | 1879-1903 |                                                        |        |
| Bispo coadjutor |                              |           |                                                        |        |
|                 | Bruno Pelaia                 | 1960-1961 |                                                        |        |
| Bispo auxiliar  |                              |           |                                                        |        |
|                 | Francesco di Costanzo        | 1899-1902 | Nomeado Bispo de Monopoli                              |        |

## Conexões externas
- «Site oficial da Diocese»